# Цетнер, Игнацы
Граф Игнацы Цетнер (1728 — ок. 1800) — государственный деятель Речи Посполитой, обозный великий коронный (с 1762 года), воевода белзский (1763—1787), маршалок великий коронный Королевства Галиции и Лодомерии (с 1783 года), староста рошневский.

## Биография
Представитель польского шляхетского рода Цетнер герба «Пржерова». Сын старосты коритнинского Антония Цетнера и Анны Красицкой.
В 1740 году стал поручиком 8-го пехотного полка дома Радзивилл. Избирался послом на сеймы в 1756, 1758, 1760 и 1761 годах. В 1762 году получил должность обозного великого коронного, а в 1763 года был назначен воеводой белзским.
В 1764 году — член конфедерации Чарторыйских, поддержал избрание Станислава Августа Понятовского на польский королевский престол. На коронационном сейме вынес на рассмотрение проект о признании княжеского титула за членами рода Понятовских. Был членом казначейской коронной комиссии. В 1767 году присоединился к Радомской конфедерации, 23 октября того же года вошёл в состав сеймовой делегации, которая под давлением российского посла Николая Репнина вынуждена была признать прежнее устройство Речи Посполитой.
С конца 1772 года после первого раздела Речи Посполитой Игнацы Цетнер стал подданным Австрии. В 1775 году стал тайным имперским советником. 20 марта 1783 года получил титул графа Австрийской империи. В том же 1783 году стал маршалком великим коронным Королевства Галиции и Лодомерии. Для того, чтобы удержаться в статусе магната, вместе с давними приятелями (Ежи Оссолинский, Потоцкие) выдавал геральдические документы. Владел Рошневским староством на Киевщине, но также имел немало долгов. Для их выплаты разрешил вырубать лес во владениях Потоцких, согласился быть слугой слуг польского короля Станислава Августа Понятовского. Приветствовал новую польскую конституцию от 3 мая 1791 года.
В 1762 году стал кавалером Ордена Белого Орла. Его резиденцией был замок Краковец, где он создал богатый двор и сад, в котором были представлены многие редкие растения.
В 1778 году Игнацы Цетнер выкупил у австрийского правительства староство пшемысльское вместе с городом Пшемысль (который оставался за ним до 1789 года).
Основатель парка «Цетнеровка» во Львове.

## Семья и дети
Был женат на Людвике Потоцкой, дочери воеводы киевского Станислава Потоцкого (ок. 1698—1760) и Елены Замойской (ум. 1761). Супруги имели единственную дочь:
- Анна Цетнер (ум. 1814) была замужем четыре раза. Её первым мужем в 1774 году стал великий маршалок литовский, князь Юзеф Паулин Сангушко (1740—1781), от которого у неё был сын Роман (1775—1790). В 1784 году она вторично вышла замужем за генерала литовской артиллерии Казимира Нестора Сапегу (1757—1798). Супруги развелись в том же году. Около 1784 года её третьим мужем стал староста ужендувский и корытницкий Каетан Потоцкий (ум. после 1803), они развелись около 1793 года. В 1802 году в четвертый раз вышла замуж за французского аристократа Шарля Евгения Лотарингского (1751—1825), герцога д’Эльбефа и Ламбеска.